# Garganta la Olla
Garganta la Ollа es una villa y municipio español de la provincia de Cáceres, en la comunidad autónoma de Extremadura. Dentro de la provincia, forma parte administrativamente del partido judicial de Plasencia y de la mancomunidad integral de La Vera.
El municipio tiene una población de 883 habitantes (INE 2024) y se sitúa al oeste de su comarca, protegido por la sierra de Tormantos, una estribación de la sierra de Gredos. Las localidades más cercanas por carretera son Jaraíz de la Vera y Cuacos de Yuste. Suele situarse en Garganta la Olla la leyenda de La Serrana de la Vera.

## Geografía
Está situado en la comarca de la Vera, a pocos kilómetros del Monasterio de Yuste. Desde un punto de vista geológico, destacan como su nombre indica, sus gargantas.[cita requerida] Limita con los términos municipales de Piornal, Cabezuela del Valle, Pasarón de la Vera, Jaraíz de la Vera, Cuacos de Yuste y Aldeanueva de la Vera. Está rodeada por la sierra de Tormantos, proviniendo de allí el término Olla.[cita requerida]
Garganta la Olla goza de una situación geográfica envidiable, en cuanto a naturaleza se refiere, rodeada por gargantas naturales y montañas. Cabe destacar las piscinas naturales, entre las que sobresalen los charcos de las Pilatillas, divididas en Pilatillas de Abajo y Pilatillas de Arriba, el Calderón (dominado por una bella cascada), el charco de La Valentina, y por último y como charco más cercano a la localidad, el charco Tinajón, lugar frecuentado antiguamente por las mujeres de la villa para lavar las ropas. Aparte, la villa está protegida por una estribación de la sierra de Gredos conocida como la sierra de Tormantos, cuyo pico más alto se encuentra a 1664 m sobre el nivel del mar (en comparación con los 600 m a los que se encuentra la localidad). Este pico más alto, se corresponde con el conocido como Canchal Negro. Además, cabe destacar dentro de la sierra de Tormantos, la ermita de San Salvador, que data de la Edad Media y de la que aún hoy se conservan ruinas, así como más partes de la Garganta, como la chorrera de Mayo, la chorrera de Pivilla, y el Nacedero, lugar de nacimiento de la garganta.[cita requerida]

## Historia

### Edad Antigua
La zona ya estuvo poblada desde antiguo, como lo demuestra la presencia de varios castros vettones. En tiempos visigodos existían dos monasterios de cierta fama, en la actualidad lamentablemente derruidos, el de San Martín de Tours y el de San Salvador. 
La primera población del término se conoció como Ad fauces (de faux, faucis) que significa junto a las gargantas. En la actualidad, la población, que es de fundación altomedieval, se conoce como Garganta la Olla debiendo este apelativo a la orografía del lugar. Se encuentra en la confluencia de dos gargantas, la Mayor y la de San Blas. Es muy probable, que el nombre original de la garganta Mayor, fuera el de la garganta de la Olla, y que el pueblo fundado, en origen se llamara, el pueblo de la garganta de la Olla. Lo cual indicaría además que en algún tiempo, la región se conoció como La Olla.

### Edad Media
Aguas abajo de la garganta Mayor existen los restos de una población más antigua conocida como Carnaceas. Dado que el cambio de la población fue a una zona más elevada y segura, es posible que Carnaceas se tratara de alguna población ocupada por las tropas de Alfonso VI o fundada en la época, que posteriormente fue destruida por los almorávides. El término Carnaceas, se relaciona con el de carnicería, en relación con la matanza que tuvo lugar. Queda ahora la duda, si aquella población fue la original Ad fauces.
Entre Alfonso VI y Alfonso VIII, las tierras volvieron a pasar a manos cristianas, creándose en un feudo fronterizo bajo la titularidad de Fernán Rodríguez de Castro.
El municipio terminó siendo incorporado al reino de Castilla en algún momento de finales del siglo XII, por el rey de Castilla Alfonso VIII. Estas tierras fueron colonizadas por contingentes de colonos del Reino de Castilla, en su gran mayoría de las sierras de Ávila, localidad a la que en un principio perteneció. Se da el caso, que estos repobladores, ganaderos principalmente, tenían mayoritariamente un origen vasco o navarro, al igual que la mayor parte de las poblaciones repobladas en las sierras abulenses.
Respecto a la teoría del origen altomedieval de la población Garganteña, a partir de población de Caparra, hay que considerar dos detalles, por una parte que Caparra en esta época estaba casi desploblada, y por otra, que las tierras de Caparra pertenecían al reino de León.
La población formaba parte de lo que se conocía como el Sexmo de la Vera, asociación de pueblos para la administración común de bienes, que fue asignado a la Ciudad de Plasencia, bajo la forma del Sexmo de Plasencia. Dicha ciudad organizó la localidad, ejerciendo jurisdicción sobre ella. La presencia de algunos apellidos toponímicos castellanos, navarros y vascos (Curiel, Mayora, Lerga, Acedo, Carrondo, Redondo, Bolívar entre otros) parece apuntar que no se limitó a una mera organización de la población preexistente, sino que trajo pobladores de los reinos de Castilla y de Navarra. Entre ellos destacan Fray Luis de Bolívar, Catedrático de Derecho Canónico y Teología de la Universidad de Salamanca, y sus sobrinos Agustín y Alejandro Pérez-Bolívar y de Gómez, hijos de Andrés Pérez-Bolívar, ambos licenciados en la citada Universidad, el primero abogado de los Reales Consejos y el segundo Administrador de los Condes de Niebla, en los dos casos a finales del siglo XVIII y principios del siglo XIX.
En 1340, Alfonso IX, la cedió a los infantes de la Cerda, como agradecimiento por el reconocimiento que le hicieron como monarca en Almendral. La ciudad de Plasencia, se negó a perder su jurisdicción sobre la población imponiéndoles pagos por el aprovechamiento de los recursos de la localidad, con tal virulencia, que los naturales se quejaron a los infantes de la Cerda y amenazaron con la despoblación. Estos a su vez lo hicieron al rey de Castilla, que por entonces era Enrique II, el cual amonestó a la ciudad. Más tarde perteneció al Marqués de Villena. Diego López Pacheco, marqués de Villena, perdió la posesión del término, que pasó de nuevo a la corona, como motivo de haber apoyado a Juana la Beltraneja en la batalla de Toro. Quedando los marqueses como meros administradores de justicia civil y criminal a través de personas nombradas por ellos para el cargo. Esta situación se prolongó hasta el siglo XIX.

### Edad Moderna
Plasencia, por su parte, intentó recuperar su jurisdicción sobre Garganta hasta finales de la Edad Media. Ocupó terrenos del término, que fueron recuperados por la población gracias a diversos pleitos ganados entre los años 1490 y 1493. La ciudad tuvo que repartir los terrenos que había ocupado entre los garganteños y pagar los gastos de los pleitos. Es de destacar que en 1492 se dio incluso un enfrentamiento armado entre los dos bandos; la ciudad por una parte y los que apoyaban el señorío por otra. Estos últimos organizados en lo que llamaron Guerrilla de San Martín y apoyados por tropas del conde de Oropesa, plantearon combate sirviéndose como protección de las murallas del antiguo monasterio de San Martín y resultaron vencedores.
Hasta el año 1772 merced a una executoria, consiguió el distrute del aprovechamiento integral de tierras y pastos.

### sigloXIX
No parece que fuera especialmente dañada durante la Guerra de independencia, ni que se rebelara, como hicieron otros pueblos de la zona contra las tropas de Napoleón. Tampoco es de destacar que se viera afectada por las guerras carlistas. 
A la caída del Antiguo Régimen la localidad se constituye en municipio constitucional en la región de Extremadura que desde 1834 quedó integrado en Partido judicial de Jarandilla que en el censo de 1842 contaba con 360 hogares y 1972 vecinos.

### sigloXX

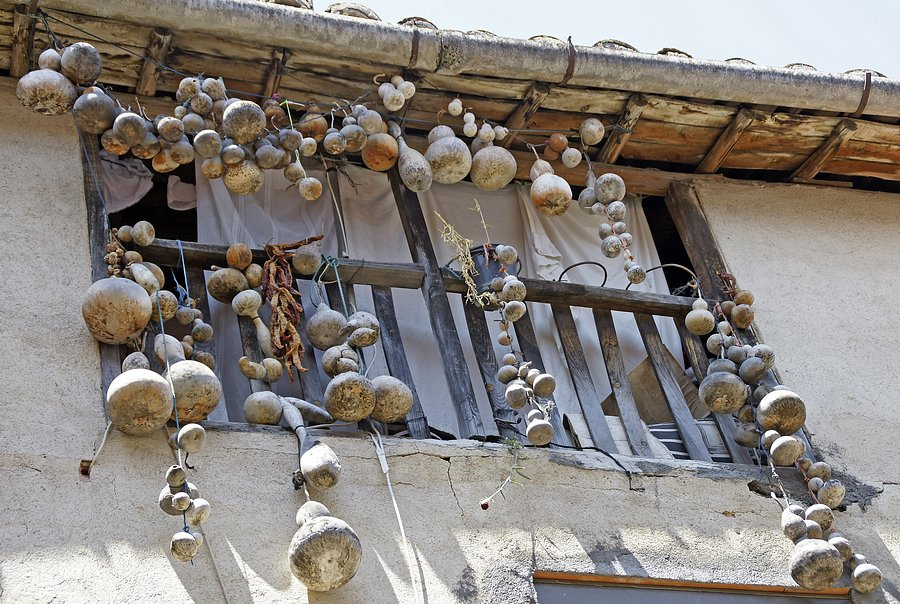
Calabazas en las terrazas

Durante la guerra civil, la población cayó bajo el control del bando sublevado, no registrándose confrontaciones armadas en la zona, si exceptuamos las posteriores relacionadas con la lucha del maquis. 
A lo largo del siglo XX, fue perdiendo población por emigración en un proceso que aún no ha parado y que ha supuesto la reducción del número de habitantes a la tercera parte de los que eran en el siglo XIX. La mayoría de los emigrantes se trasladaron a las grandes ciudades (Madrid, Bilbao y Barcelona) y en el extranjero a Holanda, quedando una numerosa comunidad de garganteños y descendientes en Eindhoven.
En 1982 fue declarado Conjunto Histórico-Artístico.

## Demografía
Garganta la Olla cuenta con una población de 883 habitantes (INE 2024).
| Gráfica de evolución demográfica de Garganta la Olla entre 1842 y 2021                                              |
| |
| Población de derecho según los censos de población del INE Población de hecho según los censos de población del INE |

## Administración y política

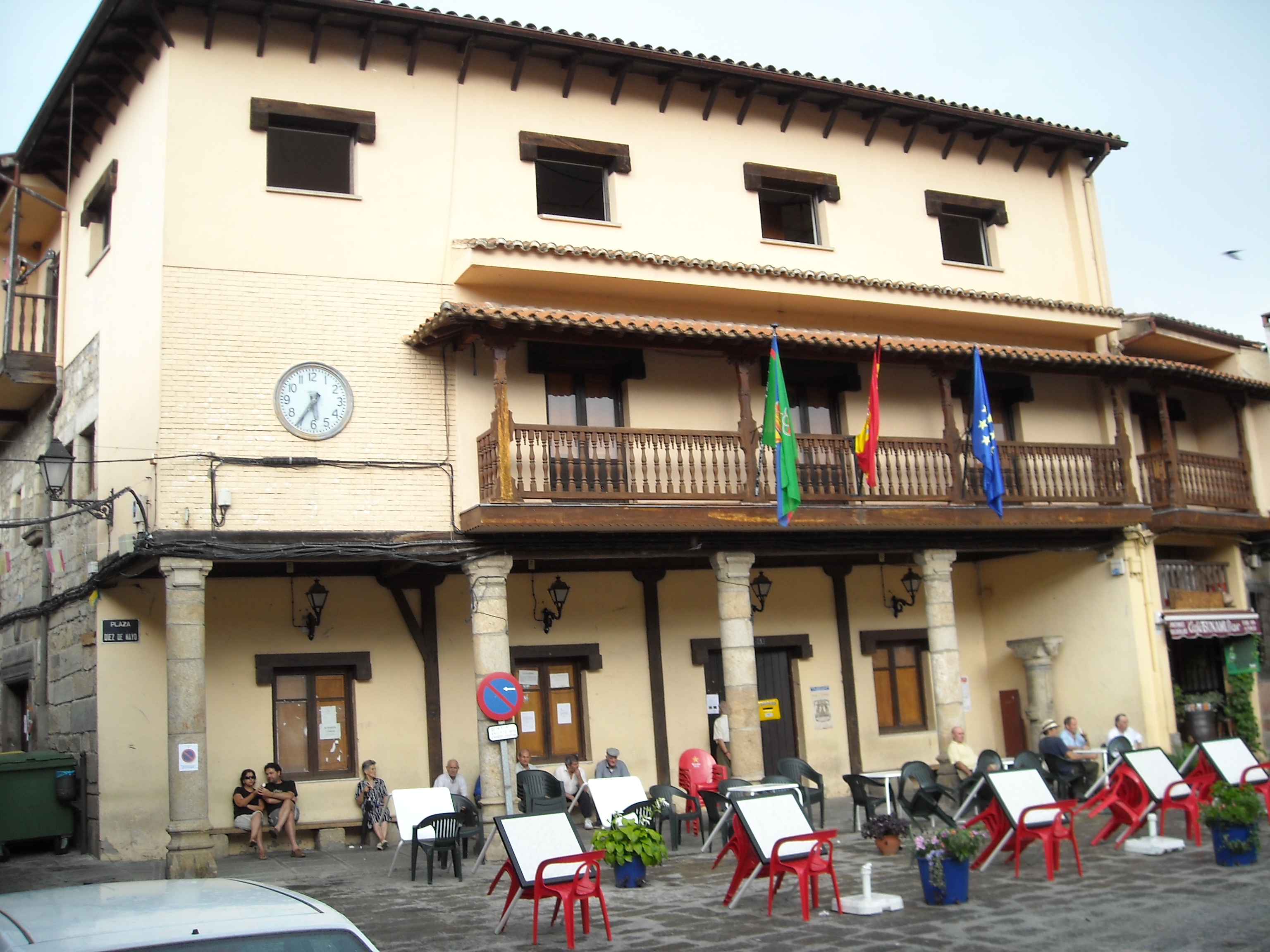
Casa consistorial

El Ayuntamiento de Garganta la Olla tiene su casa consistorial en la plaza Diez de Mayo, una plazuela del conjunto histórico ubicada unos cincuenta metros al suroeste de la iglesia de San Lorenzo. Gran parte de los servicios municipales están delegados a la Mancomunidad Intermunicipal de La Vera, una mancomunidad integral creada en 1986 en la que están asociados todos los municipios veratos.
En la siguiente tabla se muestran los votos en las elecciones municipales de Garganta la Olla, con el número de concejales entre paréntesis, desde las primeras elecciones municipales democráticas:
| Año  | Año | Populares          | Socialistas   | Otros                    |
| ---- | --- | ------------------ | ------------- | ------------------------ |
| 1979 |     | No se presentaron  | PSOE: 245 (3) | UCD: 387 (6)             |
| 1983 |     | AP-PDP-UL: 327 (4) | PSOE: 349 (5) | No hubo más candidaturas |
| 1987 |     | AP: 285 (4)        | PSOE: 323 (4) | CDS: 118 (1)             |
| 1991 |     | PP: 204 (3)        | PSOE: 391 (5) | CDS: 128 (1) IU: 27 (0)  |
| 1995 |     | No se presentaron  | PSOE: 281 (3) | Garganta Libre: 588 (6)  |
| 1999 |     | PP: 498 (6)        | PSOE: 295 (3) | No hubo más candidaturas |
| 2003 |     | PP: 451 (5)        | PSOE: 367 (4) | No hubo más candidaturas |
| 2007 |     | PP-EU: 414 (5)     | PSOE: 352 (4) | No hubo más candidaturas |
| 2011 |     | PP-EU: 315 (4)     | PSOE: 320 (4) | AEGLO: 124 (1)           |
| 2015 |     | PP: 218 (2)        | PSOE: 225 (2) | C's: 262 (3)             |
| 2019 |     | PP: 134 (1)        | PSOE: 218 (2) | C's: 182 (2) EU: 181 (2) |
| 2023 |     | PP: 231 (3)        | PSOE: 290 (3) | C's: 79 (1) Vox: 66 (0)  |

El municipio ha tenido los siguientes alcaldes desde 1979:
| Periodo   | Nombre                                                                | Partido        |
| --------- | --------------------------------------------------------------------- | -------------- |
| 1979-1983 | Pedro Pérez de la Cruz                                                | UCD            |
| 1983-1987 | Máximo Díaz Mateos                                                    | PSOE           |
| 1987-1991 | Antonio Pérez Pavón                                                   | CDS            |
| 1991-1995 | Pedro Peris Basilio (hasta 1993) Santiago Blázquez López (desde 1993) | PSOE           |
| 1995-1999 | José Blázquez Hernández                                               | Garganta Libre |
| 1999-2003 | José Blázquez Hernández                                               | PP             |
| 2003-2007 | Casimiro Herrero Gómez                                                | PP             |
| 2007-2011 | Juan Bautista David Herrero                                           | PP-EU          |
| 2011-2015 | Casimiro Herrero Gómez                                                | PP-EU          |
| 2015-2019 | Eduardo Gómez Pérez                                                   | Cs             |
| 2019-2023 | Antonio Muñoz Sánchez                                                 | EU             |
| 2023-act. | Santiago Blázquez López                                               | PSOE           |

## Servicios

### Educación
La villa cuenta con un colegio público de infantil y primaria, el CEIP San Martín, ubicado en el centro de la localidad junto a la ermita del Cristo del Humilladero. La educación secundaria puede estudiarse en el IES Maestro Gonzalo Korreas de Jaraíz de la Vera.

### Sanidad
El municipio pertenece a la zona de salud de Jaraíz de la Vera, en el área de salud de Plasencia. En la villa hay un consultorio de atención primaria en la calle Chorrillo. En la entrada al casco urbano desde Jaraíz se ubica además una farmacia, que coordina sus turnos de guardia con el resto de farmacias de la zona de salud.

### Transportes
La vía principal de acceso a la villa es la carretera provincial CC-245, que sale al norte de la carretera autonómica EX-203 a las afueras de Jaraíz de la Vera. Se halla en buen estado, aunque carece en general de arcén, y recorre 6 km, siguiendo en paralelo la margen derecha de la garganta de Pedro Chate. Entra en la villa por el sur, a través de la avenida de la Libertad. Al final de esta avenida, sale hacia al oeste la también carretera provincial CC-244, que es un estrecho camino de montaña lleno de curvas, más orientado al turismo que al transporte; este camino lleva a Piornal a través del puerto homónimo. Por su parte, al este de la villa, tras circunvalarla por el oeste y norte, sale la carretera autonómica EX-391, que lleva hasta Cuacos de Yuste; esta última carretera es realmente otro camino estrecho de montaña, pero alberga el acceso al conocido monasterio de Yuste, lo que hace que, al menos teóricamente, se considere carretera autonómica y no provincial.

## Patrimonio

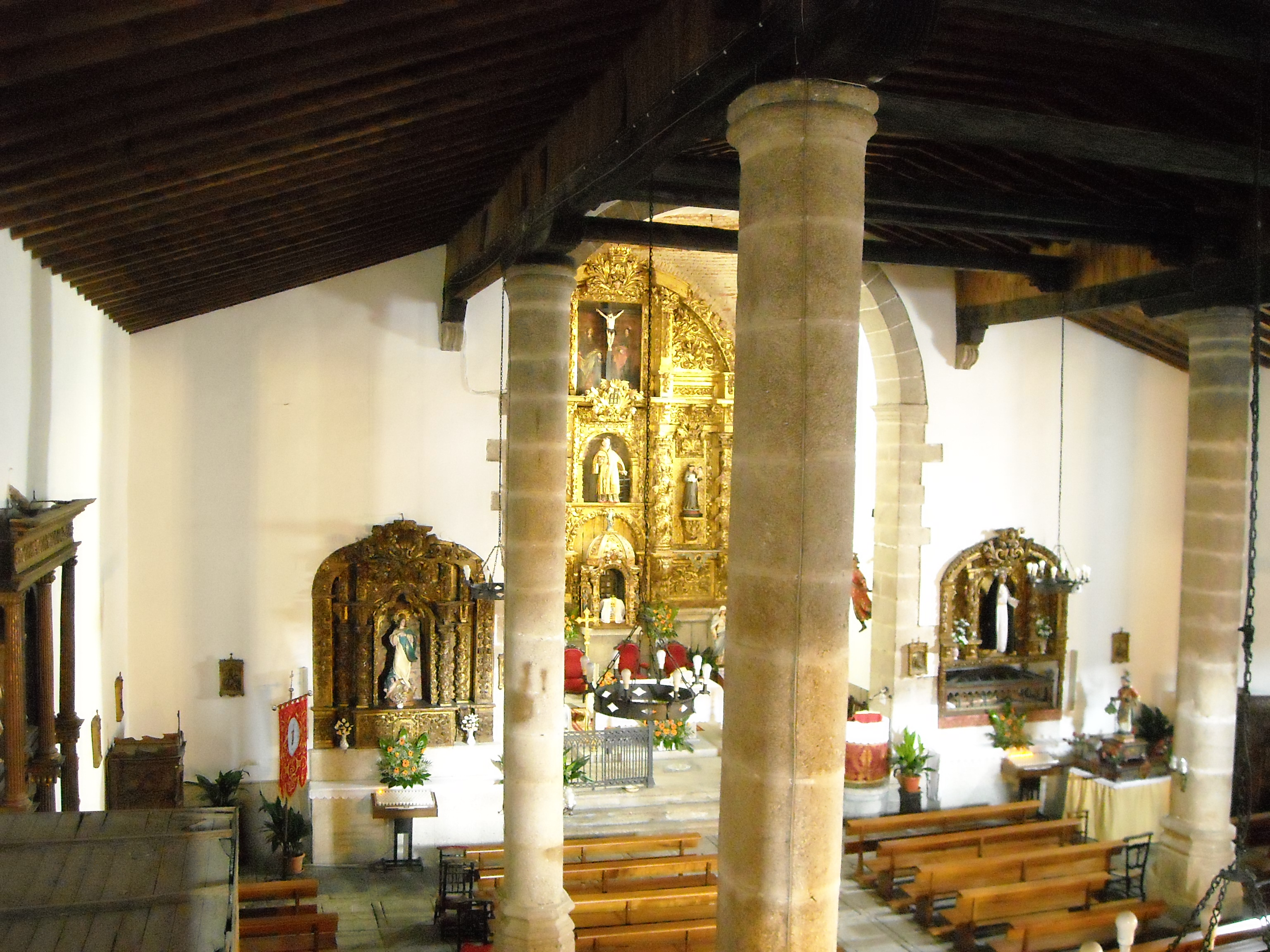
Iglesia de San Lorenzo

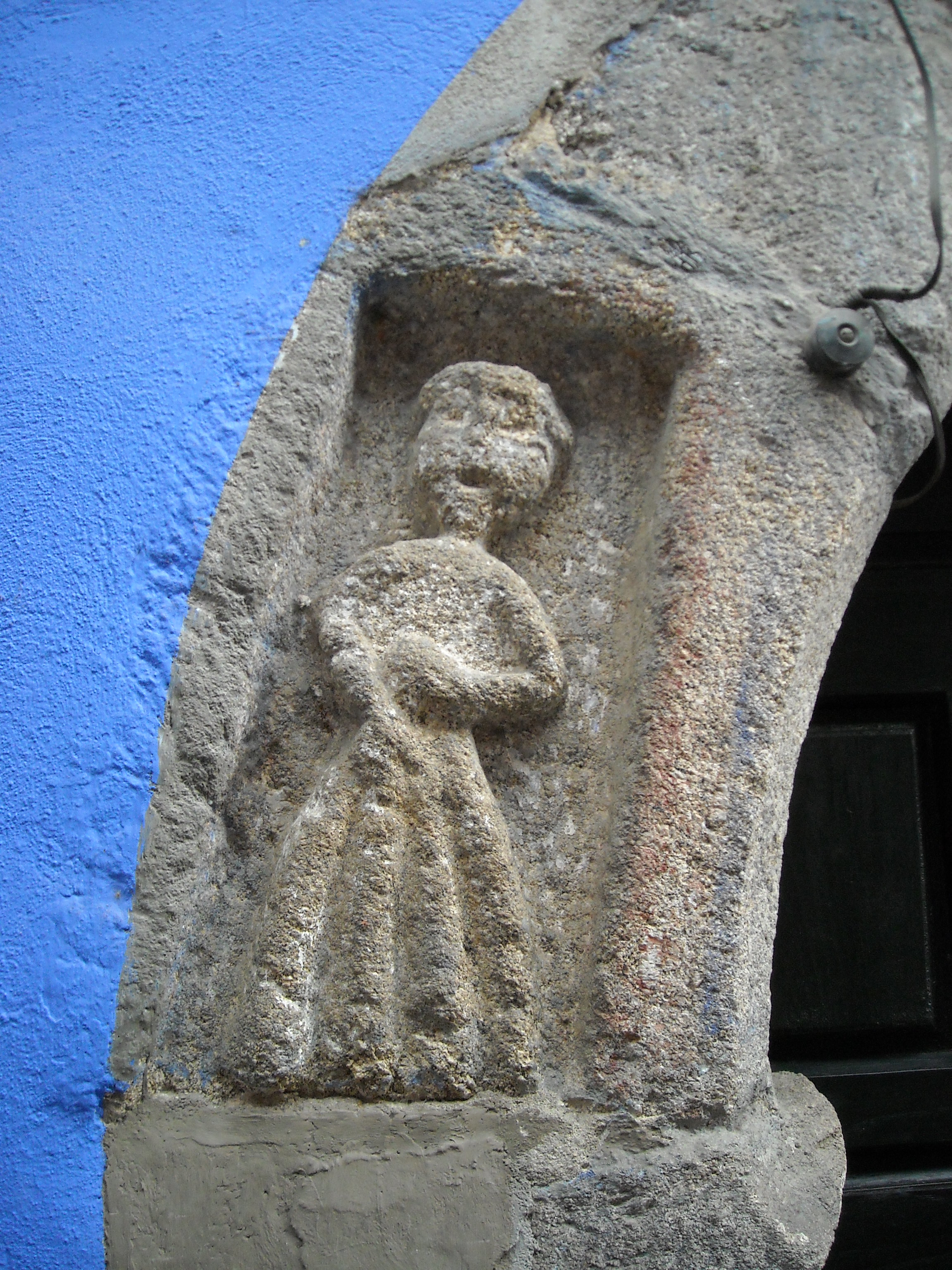
Detalle de la Casa de las Muñecas

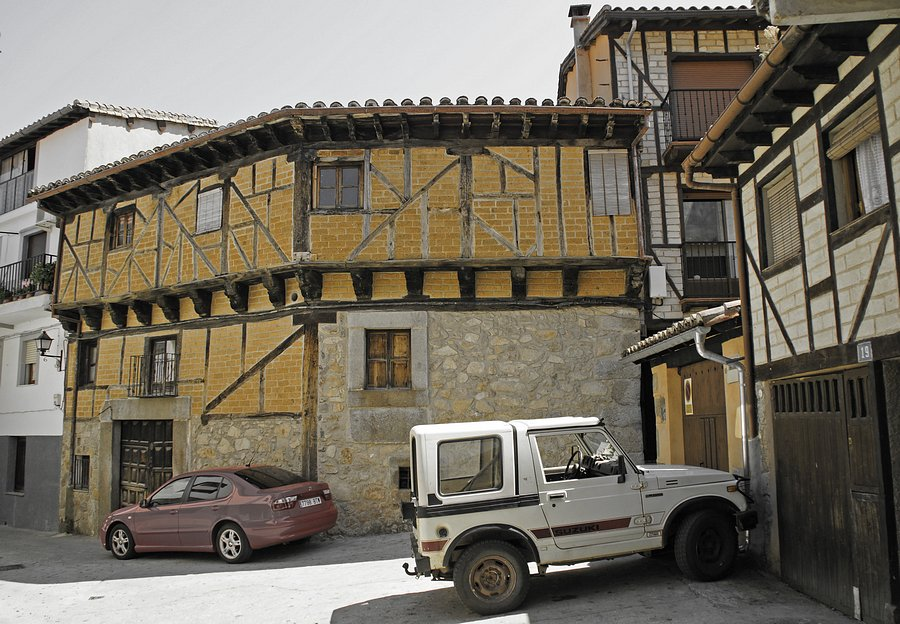
Arquitectura típica

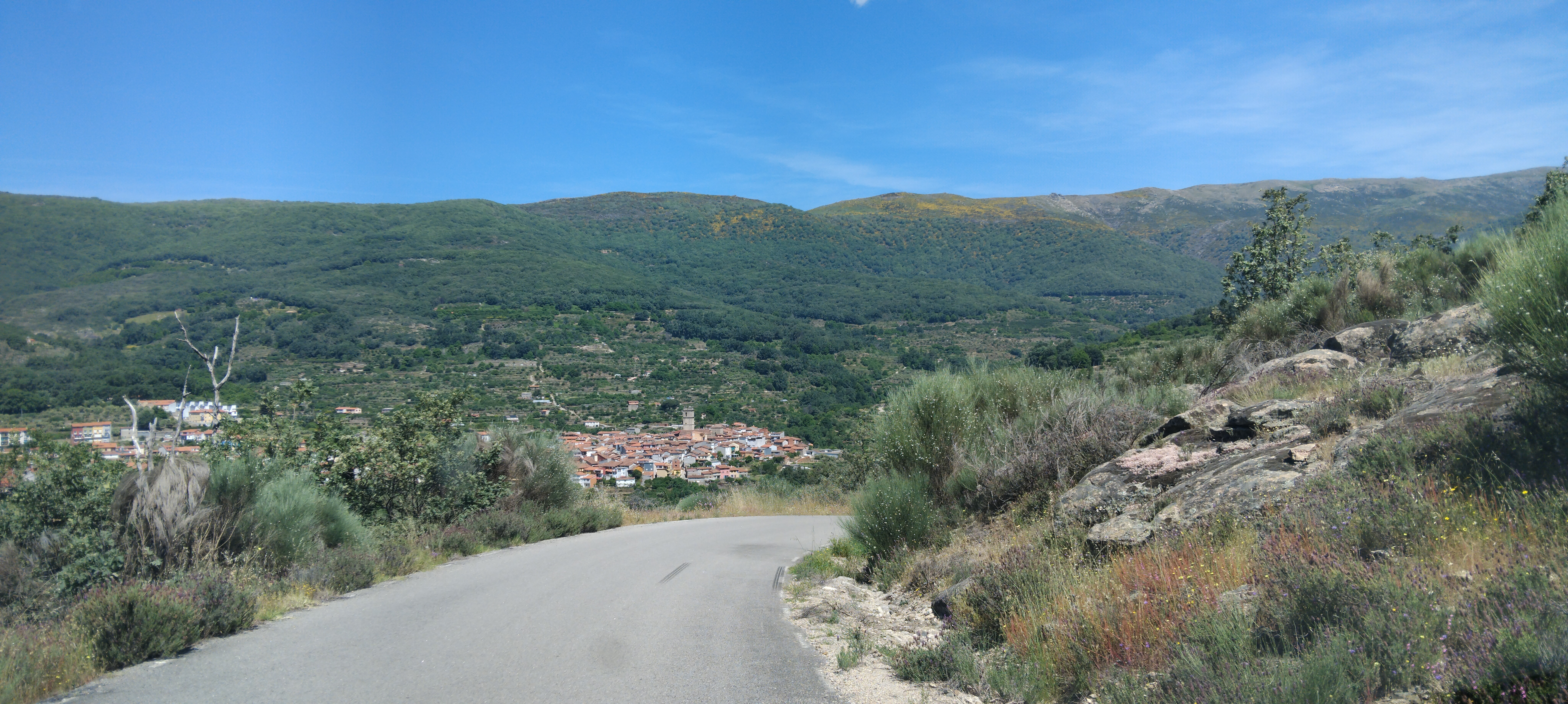
Vista de Garganta la Olla en mayo de 2025

### Patrimonio arquitectónico

#### Religioso
- Iglesia parroquial católica bajo la advocación de San Lorenzo Mártir, en la Archidiócesis de Mérida-Badajoz, Diócesis de Plasencia, arciprestazgo de Jaraíz de la Vera.[15] Edificio que data del siglo XVI. Tiene un órgano barroco restaurado en 1984
- Ermita del Santísimo Cristo del Humilladero
- Casa de la Inquisición
- Ermita de San Martín

#### Civil
- Casa de las Muñecas.

Fue casa de lenocinio en el siglo XVI. Su fachada fue pintada en su momento de un característico color azul para distinguirla del resto de edificaciones.
- Casa de Postas.
- Plaza Mayor.
- Casa de la Peña.
- Barrio La Huerta.
- Hospital de pobres y mendigos.
- Casas Gemelas.
- Casa de mozas de fortuna.
- Casa de Pedro de Carvajal (en el Barrio La Huerta).
- Casa de Francisco Díaz, maestro de obra de la iglesia de 1573, que pasa por ser de las casas más antiguas de la villa y que se caracteriza por poseer la planta baja, primera y segunda planta del original entramado de madera y no de adobe como otras, sino de ladrillo cocido, conocido como ladrillo mudéjar. Según la tradición, Francisco Díaz, fue el maestro de obras de la torre e iglesia de la villa y provenía del País Vasco. Esta casa es quizás el mejor ejemplo de Baserri fuera del País Vasco, y como tal la recoge Caro Baroja en su estudio sobre la villa.
- Puente de Cuacos (Puente Romano).

### Patrimonio natural
- Garganta Mayor
- Garganta de las Majadillas
- Garganta de la Piornala
- Restraculo (gran canchal alrededor de un kilómetro después del puente de Cuacos en cuya zona central hay un carril deslizante originado por la erosión que ha causado en la roca las generaciones de niños que se tiraban piedra abajo). Sin embargo, este canchal no sólo es una simple formación geológica sino que su ubicación al lado de un posible altar rupestre así como uso hacen que pueda ser clasificado como una peña resbaladera.[17]
- Las Pilatillas (piscina natural con chiringuito para cenar)
- Pilatillas de Arriba
- Cascada del Calderón (caída de agua de unos dos metros situada en el charco Calderón)

## Cultura

### Fiestas
Semana Santa y romería
La noche del Sábado Santo al Domingo de Resurrección, tras la vigilia pascual, sale a la calle la Procesión del Encuentro. En ella, la imagen del Niño Jesús, que hace las veces de Resucitado, realiza un recorrido acompañado por los hombres. Al mismo tiempo, la imagen de la Virgen, de luto, acompañada por las mujeres realiza otro distinto. Se encuentran ambas procesiones en la plaza, donde el sacerdote retira el manto negro a la Virgen, para, seguidamente, regresar juntas a la iglesia de San Lorenzo.
A continuación, se inicia en la plaza, tras la quema de fuegos artificiales, una batalla pirotécnica en la que los participantes se lanzan petardos unos a otros. En este momento comienza uno de los momentos que hacen más conocida a la villa: la Quema del Judas. Una vez gastada toda la munición de los participantes, se saca y se cuelga en la horca (un palo que, previamente en ese mismo día, ha sido colocado en medio de la plaza) el muñeco de Judas, un pelele de varios metros confeccionado con sacos y relleno de paja y petardos, y allí colgado se le prende fuego, con el consiguiente estruendo que provoca la explosión de los petardos de los que está relleno y la algarabía de los presentes en este momento.
El Domingo in albis, segundo domingo de Pascua, por la tarde, se traslada la imagen de San Martín desde la ermita del Cristo hasta la iglesia parroquial. Al día siguiente por la mañana se lleva en procesión la imagen del santo desde la iglesia parroquial hasta una pequeña capilla situada en el paraje conocido como El Robledo, a unos 2 km aproximadamente de distancia de la villa, para celebrar la romería de San Martín o Lunes de Piedra. En dicho paraje, al término de la procesión, se celebra la misa de campaña y a continuación se guarda la imagen del santo en la pequeña capilla, mientras la gente se dispone a pasar el día en el campo, comiendo y bebiendo, también se organiza un baile con charanga en la pista de baile y la barra que para tal función se acondicionó en el lugar. Por la tarde, la imagen del santo se devuelve procesionalmente a su ubicación habitual en la ermita del Cristo, donde, al llegar se celebra el besapiés, dándose así por concluida la fiesta.
Fiestas de verano
La fiesta de Santa Isabel es la fiesta principal de Garganta la Olla y tiene lugar los cuatro primeros días de julio. Consiste en una ceremonia folclórica en la que tienen lugar una serie de bailes conocidos como la danza de las italianas, que hacen que sea la fiesta garganteña más conocida fuera de la villa. Está dedicada a la Visitación de la Virgen, por lo que sale en procesión una imagen que representa a la Virgen María acompañada por su prima Santa Isabel. La fiesta incluye también festejos taurinos.
Al mes siguiente, el 10 de agosto se celebra el día de San Lorenzo, patrón de la villa, de su iglesia parroquial y de la cooperativa local que colabora con la financiación de los festejos. En honor a este santo se celebra una procesión por las calles de la villa y una misa la mañana del día de su fiesta. Aunque folclóricamente es una fiesta menos vistosa que las de Santa Isabel y el Cristo, destaca el momento de su celebración por la presencia de numerosos emigrantes y turistas. Durante toda la semana, por la noche, se realizan en la plaza, distintas eventos como actividades culturales, actuaciones musicales de diversos estilos o representaciones de obras de teatro. Las noches de los días 9 y 10 de agosto se reservan para las verbenas, amenizadas por orquestas.
El calendario festivo del verano lo cierra la fiesta del Cristo, que tiene lugar los días 13 y 14 de septiembre. Es una fiesta eminentemente religiosa en honor al Santísimo Cristo del Humilladero, que forma la celebración local de la Exaltación de la Santa Cruz. La fiesta es conocida porque en ella tienen lugar un conjunto de bailes folclóricos conocidos como la danza de los palitroques.

### Eventos culturales
Jornadas de La Serrana de la Vera
Tienen lugar el primer fin de semana de agosto, durante estos días la villa se ambienta al modo medieval y se realizan diversas actividades lúdicas, teniendo como eje de la fiesta la legendaria figura de La Serrana de la Vera. Destaca en esta celebración la organización del Museo de la Serran, una exposición exterior sobre diversos aspectos de la cultura tradicional y la historia de la villa, que se ubica en el Barrio de la Huerta y que cada año gira en torno a una temática diferente.
También destaca la ruta senderista que, partiendo desde la plaza, la mañana del sábado, sube por la sierra hasta el lugar donde se encuentra la cueva de la Serrana, al lado de la garganta, se trata de una ruta bastante cómoda y que ofrece unas vistas muy bonitas de la naturaleza. Al finalizar la ruta se agasaja a los asistentes con migas y limonada.
El acto central de la celebración es la representación teatral de la historia y el romance de La Serrana de la Vera, por parte de los vecinos de la villa la noche del sábado.
El domingo a mediodía, tiene lugar en la plaza la representación de las Guerras de San Martín, una animada representación del acontecimiento histórico que enfrentó a los vecinos de Garganta contra la ciudad de Plasencia, ya por la tarde se celebra una ronda popular por las calles de la villa en la que se pueden escuchar canciones típicas del folclore garganteño y una degustación de dulces y licores típicos, dando, de esta forma, por finalizada esta celebración.

### Mitología

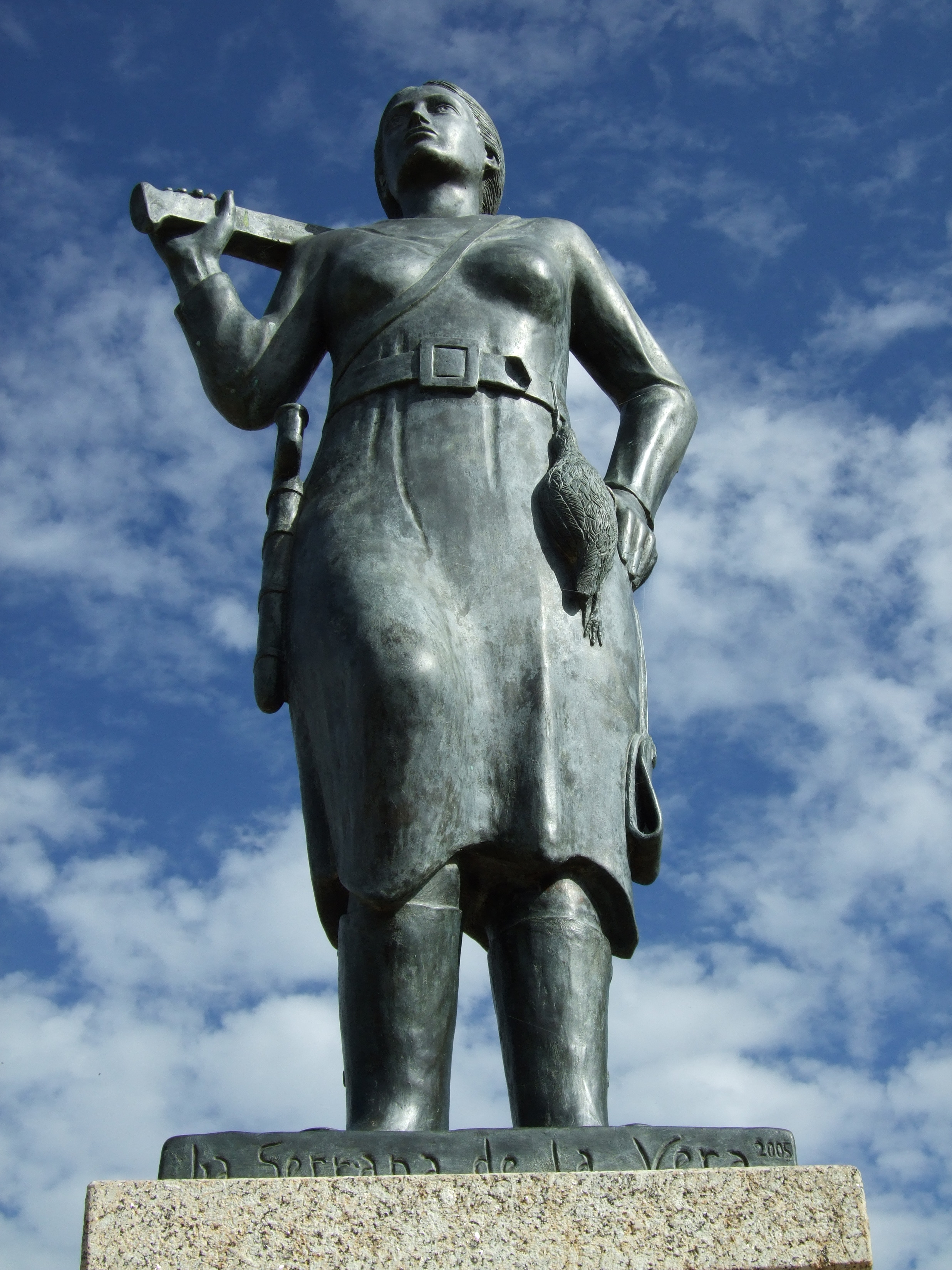
La Serrana de la Vera

La población es muy rica en cuentos y leyendas, como ya apuntara Don Miguel de Unamuno. Una de esas leyendas alcanzó fama ya en el siglo XVI y dio lugar al Romance de La Serrana de la Vera, que escribieron Luis Vélez de Guevara en 1613 y Lope de Vega en 1617. Como obra literaria, parece que ambos deformaron el mito de la Serrana, dándole una apariencia real, cuando parece ser que el personaje nunca existió, sino que se trata de un ser mitológico que incluso se identifica con un centauro.
Otras hacen referencias a seres fantásticos (mitología extremeña); entre ellos a los duendes, los cuales imponían juramentos que de no cumplirse acarreaban la infertilidad. El duende o duendes de Garganta la Olla, ha sido descrito por los que lo han visto e incluso se cuenta que a principios del siglo XX varios vecinos de Garganta persiguieron a uno de ellos, cuando impuesto el juramento a una mujer, intentaron acabar con él para evitar la maldición (a este duende se le conoce como el de San Martín, porque fue en dicho paraje donde se le vio). El duende o los duendes se corresponden con un ser de unos 40 centímetros de altura, con cuerpo de forma humana, de un color verde especialmente brillante por la noche y que cuando es descubierto, huye muy rápidamente a cuatro patas, y esto es todavía más extraño, no en línea recta sino en zigzag. 
En relación con la mitología romana o prerromana, existe también una leyenda que versa sobre una especie de ninfa o dama encantada. Según esta, por San Juan se aparece una mujer de gran belleza que sale de las aguas de la Garganta Mayor. Dicha mujer propone al hombre que la encuentra que la libere de su hechizo. Para liberarla, tiene que amarla. Por otra parte, le da a elegir entre su amor o tres puñales de oro y piedras preciosas de gran valor. A los hombres, les termina venciendo la codicia sobre el amor y eligen los tres puñales. La mujer se los da y vuelve a sumergirse en las aguas. Pero la codicia les lleva a la ruina, porque a la mañana siguiente, aparecen con los tres puñales clavados en la espalda.
Otro ser fantástico de la zona es una especie de serpiente peluda y que algunos describen además con cuernos, que llaman el bastardo. Es de gran tamaño y solía acudir por las noches a robar la leche de las vacas, las cabras e incluso se atrevía con las mujeres lactantes. La mordida de este animal suele ser mortal; además se defiende pegando fuertes golpes con la cola (este mito con el nombre femenino de bastarda, también se encuentra registrado en ciertas regiones de Aragón). Lo más probable es que se trate de la culebra bastarda (Malpolon monspessulanus), culebra que puede alcanzar hasta dos metros y medio de tamaño, a la que se le habrían asignado características mítico-mágicas.
También las hay que hacen mención al diablo. De estas leyendas una de las más conocidas es aquella que dice que se apareció con forma de mujer enlutada a un cabrero en la sierra. 
A comienzos de noviembre de 1948, un cabrero llamado José Pancho salió con su rebaño sierra arriba hasta que al anochecer le sorprendió una tormenta. Decidió resguardarse y pasar la noche en un refugio cercano en la finca de la Alisea, a pocos kilómetros de la villa. Al poco tiempo, se oyó en el exterior una voz femenina que se quejaba del frío. José abrió la puerta y se encontró una monja o una mujer cubierta de negro. El cabrero la invitó a calentarse al fuego y ella se sentó. Aquella mujer respiraba muy fuerte y en la estancia empezó a notarse un olor a azufre. En medio de la conversación, el cabrero se agachó a azuzar la llama y descubrió horrorizado las patas de cabra que le asomaban a la mujer por debajo de las faldas. José se apresuró a santiguarse y decir una plegaria a Dios. La mujer enlutada se incorporó y salió del lugar a toda prisa.
Dicho hecho se repitió con otros dos vecinos de la villa, quien aseguraban haber visto a la diabólica criatura en la sierra de Tormantos. Otra historia trata sobre un cabrero, que cogió un chivito recién parido a cuestas, y cada paso que daba notaba que iba pesando más y más; al girar la cabeza descubrió horrorizado que a quien cargaba no era al chivito, sino al diablo.
Si bien, hay leyendas más mundanas como la de los aparecidos. Dado que las huertas seguían turnos de riego, a algunos les tocaba por orden regar por las noches. Otros más avispados, se disfrazaban de fantasmas y asustaban a los que les tocaba el turno, para de esta forma poder regar ellos más.
Existían varias fiestas relacionadas con los solsticios, una de ellas que se ha perdido, consistía en hacer una pequeña figura que representaba al diablo y que era quemada por la noche. Afortunadamente se conserva la Quema del Judas, en la que cada Sábado Santo de madrugada se hace explosionar en la plaza de la villa a un espantajo relleno de petardos y fuegos artificiales.
La Serrana de la Vera
El mito más famoso de Garganta es el de La Serrana de la Vera: se trata de una hermosa mujer con apariencia de cazadora o de amazona de fuerza sobrehumana y ciertas características sobrenaturales que vive en los montes y lleva a los hombres con los que se cruza a su cueva para matarlos (a menudo después de emborracharlos o haberles hecho el amor) y guardar los huesos en la cueva.
Posee cierta relación con la tradición de las serranillas medievales, a lo que se añadirían otros componentes míticos para forjar el mito actual de la Serrana.
A raíz de este mito surgieron numerosas obras literarias, destacando el Romance de La Serrana de la Vera.

### Deporte
Desde el año 2011 la localidad cuenta con un equipo de fútbol sala llamado «Garganta F. S.» el cual juega en la 1.ª división extremeña.

En la temporada 2011-2012 el equipo jugó su primera temporada oficial quedando en quinto puesto, lo que no les valió para quedar en puestos de play-off de ascenso.
 
En la temporada 2012-2013 el equipo jugó en la misma categoría que la temporada anterior.

Históricamente, ha contado con equipos amateur de balonmano y el ciclismo está comenzando a tomar parte dentro de las actividades deportivas de la villa gracias, sobre todo, al gran número de senderos naturales y caminos rurales de los que la localidad dispone. El término municipal es muy rico en senderos, caminos y rutas naturales, entre las que destacan la ruta hacia la ermita de San Salvador, y la subida hacia la cueva de la Serrana de la Vera, esta última realizada en agosto, durante los festejos de Día de La Serrana de la Vera.[cita requerida]